# Апрель (фильм, 2001)
«Апрель» — российский кинофильм 2001 года. Режиссёрский дебют сценариста Константина Мурзенко.

## Сюжет
Для того, чтобы оправдать своё имя перед воротилами преступного мира, нестарый ещё вор, бывший детдомовец Пётр Апрель вынужден принять от «крёстного отца» мафии заказ на устранение двух личностей, якобы его подставивших (но в первую очередь, явно неугодных заказчику). В то же самое время одна из «мишеней» Апреля — запутавшийся в своих отношениях с криминалом бизнесмен Вова — вынужден и сам спасать свою жизнь, согласившись на весьма опасное и сомнительное дело. Их пути пересекаются — но в самое неподходящее время и в самом неожиданном месте.

## В ролях
| Актёр               | Роль                       |
| ------------------- | -------------------------- |
| Евгений Стычкин     | Пётр Апрель                |
| Гоша Куценко        | Артур                      |
| Александра Куликова | Алла                       |
| Рената Литвинова    | Настасья                   |
| Александр Лазарев   | священник                  |
| Сергей Мазаев       | Феликс Павлович            |
| Михаил Круг         | Леонид Петрович («Турист») |
| Денис Бургазлиев    | Владимир Маркович Дергач   |
| Ольга Суслова       | Екатерина Петровна Штерн   |
| Александр Назаров   | доктор Мерцалов            |
| Дмитрий Дюжев       | охранник                   |

## Съёмочная группа
- Автор сценария и Режиссёр-постановщик: Константин Мурзенко
- Музыка: Данила Спивак
- Оператор-постановщик: Максим Трапо
- Художник-постановщик: Григорий Пушкин
- Звук: Роланд Казарян
- Грим: Александр Припадчев
- Костюмы: Александр Осипов
- Монтаж: Александр Чупаков
- Постановка трюков: Валерий Деркач
- Креативный продюсер: Ольга Суслова
- Линейный продюсер: Роза Рафикова
- Исполнительный продюсер: Сергей Агеев
- Ассоциированный продюсер: Виктор Такнов
- Ведущие продюсеры: Сергей Мелькумов, Сергей Сельянов, Елена Яцура, Юсуп Бахшиев
- Продюсер: Юсуп Бахшиев

## Фестивали и награды
- 2001 — КФ «Окно в Европу» в Выборге — Специальный приз жюри «За музыкальное решение» (Данила Калашник)
- 2002 — КФ «Виват кино России!» в Санкт-Петербурге — Приз за лучшую мужскую роль (Евгений Стычкин)
- 2002 — МКФ в Берлине — Участие в Программе «Forum» (Константин Мурзенко)
- 2003 — «Золотой орёл» — три номинации[1]:

1. Лучший режиссёр-дебютант (Константин Мурзенко)
2. Лучшая женская роль второго плана (Александра Куликова)
3. Лучшая работа звукорежиссёра (Роланд Казарян)